# Никулин, Валерий Викторович
Валерий Викторович Никулин (род. 16 марта 1969, Челябинск) — советский и российский хоккеист, защитник. Мастер спорта России международного класса. Тренер.

## Биография
Встал на коньки в четыре-пять лет. До 4 класса занимался на заводе металлоконструкций (тренеры Юрий Макаров, Виктор Никулин), затем перешёл в школу «Трактора» (тренеры Владимир Угрюмов, Виктор Перегудов). Играл сначала в ШВМС (тренеры Сергей Григоркин и Юрий Гомоляко), затем — в «Металлурге» (тренер Анатолий Картаев), в составе которого дебютировал в первой лиге сезона 1987/88. Армейскую службу проходил, играя в команде первой лиги СКА (Свердловск) в 1988—1989 годах. В сезонах 1989/90 — 1994/95 выступал за «Трактор», дважды выиграл бронзовые медали МХЛ (1993, 1994).
В сезонах 1995/96 — 2001/02 выступал за магнитогорский «Металлург», чемпион России (1999, 2001). Серебряный призер РХЛ (1998), бронзовый призер ПХЛ (2000, 2002), обладатель Кубка России (1998), чемпион Евролиги (1999, 2000), обладатель Суперкубка Европы (2000).
Выступал за «Мечел» (2002/03 — 2004/05) и казахстанский «Казахмыс» Карганда (2005—2006), участник Европейского хоккейного вызова 2005. Завершил карьеру из-за травмы.
Играл за вторые сборные СССР и России. Победитель приза «Известий» 1994 года в составе сборной России.
Тренер (2006/07), главный тренер (2007) команды «Казахмыс-2». Тренер в «Казахмысе» (7 декабря 2007—2008/09). Тренер в школе имени С. Макарова (2010—2013, 2014—2015). Главный тренер команды МХЛ «Юниор» Курган (2013/14, до 19 ноября). Тренер в команде ВХЛ «Челмет» (2015/16 — 2018/29). Тренер юношеских команд «Трактора» (2019—2021). Главный тренер юношеской команды «Металлурга» (2021/22). Тренер по развитию игроков в «Металлурге» (с 2022/23).